# Truyền hình Cáp Hà Nội
Truyền hình Cáp Hà Nội (Hanoicab, từ 2005 đến 2011 là BTS) là loại hình dịch vụ truyền hình cáp hữu tuyến do Công ty cổ phần Truyền hình cáp Hà Nội cung cấp, mạng lưới phủ sóng trên địa bàn Hà Nội và tại một số địa phương khác.

## Lịch sử
- Ngày 30 tháng 4 năm 2002[3]: Công ty dịch vụ Phát thanh Truyền hình Hà Nội - BTS (trực thuộc Đài PT-TH Hà Nội) bắt đầu cung cấp dịch vụ truyền hình cáp hữu tuyến (CATV) tại một số quận nội thành Hà Nội với 12 kênh chương trình dưới tên gọi HCATV.
- Ngày 1 tháng 1 năm 2004[4]: Báo điện tử Vietnamnet hợp tác với Truyền hình cáp Hà Nội để phát sóng kênh truyền hình Vietnamnet TV trên mạng cáp Truyền hình cáp Hà Nội.
- Năm 2005: 
  - Bắt đầu cung cấp dịch vụ Internet trên đường tín hiệu truyền hình cáp.[5]
  - Cùng với Trung tâm Truyền hình cáp - Đài Truyền hình TP. Hồ Chí Minh (HTVC) lên sóng lần đầu tiên và độc quyền các kênh truyền hình Disney Channel và Playhouse Disney.[6]
  - Mở rộng vùng phủ sóng cáp đến toàn bộ khu vực nội thành và một số huyện ngoại thành.
- Năm 2006: Dịch vụ truy cập internet trên đường tín hiệu truyền hình cáp được cấp phép hoạt động.[7]
- Ngày 13 tháng 5 năm 2008[8]: Bắt đầu cung cấp dịch vụ tại TP. Sơn Tây thuộc tỉnh Hà Tây cũ (nay là Thị xã Sơn Tây thuộc TP. Hà Nội).[9]
- Ngày 19 tháng 12 năm 2008[10]: Theo Quyết định số 2687/QĐ-UBND, Truyền hình cáp Hà Nội sẽ tiếp quản toàn bộ hạ tầng và cơ sở vật chất của Trung tâm Truyền hình cáp Hà Tây cũ. Tuy nhiên, HCATV đã chuyển giao mạng cáp và khách hàng của Truyền hình cáp Hà Tây (cũ) cho Trung tâm kỹ thuật Truyền hình cáp Việt Nam (VCTV) (do Truyền hình cáp Hà Tây cũ đã hợp tác với VCTV).
- Năm 2009: Tiếp tục mở rộng vùng phủ sóng mạng cáp tới các huyện thuộc địa bàn tỉnh Hà Tây cũ.
- Năm 2010: Cung cấp dịch vụ truyền hình cáp kỹ thuật số DVB-C với 2 gói kênh SD và HD.
- Ngày 26 tháng 4 năm 2011[11]: Hợp tác với Công ty CP Điện tử và Truyền hình cáp Việt Nam (CEC) trực thuộc Tổng công ty truyền thông đa phương tiện VTC để phát triển dịch vụ truyền hình cáp kỹ thuật số.
- Ngày 6 tháng 9 năm 2011[12]: Hợp tác với Công ty TNHH Truyền hình cáp Saigountourist (SCTV) để triển khai một số hoạt động liên quan đến dịch vụ truyền hình cáp trên địa bàn Hà Nội.
- Ngày 17 tháng 7 năm 2013[13]: Chính thức thay đổi bộ nhận diện, chỉ sử dụng tên thương hiệu HCATV và đưa vào sử dụng tổng đài chăm sóc khách hàng 19001222.
- Năm 2014: Tiếp tục thay đổi nhận diện và tên gọi, từ HCATV thành Hanoicab.
- Tháng 3 năm 2017[14]: Ký kết thỏa thuận hợp tác chiến lược với Công ty TNHH Truyền hình cáp Saigountourist (SCTV), với mục tiêu đầu tư, xây dựng, cung cấp đa dịch vụ truyền hình cáp và Internet tốc độ cao tại khu vực Thủ đô Hà Nội.
- Tháng 6 năm 2018: Truyền hình cáp Hà Nội tiến hành thay đổi và sắp xếp lại danh sách kênh chương trình, bắt đầu phát sóng nhóm kênh chương trình của SCTV.
- Từ ngày 1 tháng 1 đến ngày 31 tháng 7 năm 2022: Hợp tác với Công ty TNHH Truyền hình cáp Saigountourist (SCTV), thực hiện việc sản xuất nội dung chương trình cho các kênh truyền hình An ninh thế giới[15], Phim Hay[15][16] và kênh HCATV5 - SCJ TV Shopping[15][17].
- Từ ngày 1 tháng 1 năm 2024, HCATV ngừng phát sóng gói 5 kênh K+
- Từ ngày 27 tháng 12 năm 2024: HCA TV chính thức dừng hoạt động do bị thu hồi giấy phép kinh doanh dịch vụ viễn thông.

## Kênh chương trình
HCATV hiện tại đang phát sóng 52 kênh trên mạng cáp Analog, 144 kênh trên hệ thống cáp DVB-C và 188 kênh trên hệ thống cáp DVB-T2.

### Nhóm kênh liên kết và tự sản xuất
Tất cả các kênh mang thương hiệu HCATV đều do Đài Phát thanh - Truyền hình Hà Nội thực hiện việc biên tập và kiểm duyệt nội dung.
Nhóm kênh đã dừng phát sóng:
1. HCATV: Kênh truyền hình cáp tổng hợp, do Đài Phát thanh - Truyền hình Hà Nội sản xuất và biên tập dành riêng cho Truyền hình cáp Hà Nội. Kênh lên sóng vào năm 2002[3] và dừng phát sóng vào năm 2016.
2. HCATV1 - HiTV: Kênh Thông tin Kinh tế - Văn hóa - Xã hội Hà Nội, lên sóng vào ngày 15/10/2009[18]. Kênh tạm dừng phát sóng từ 05/09/2024 đến 05/01/2025. Kênh đã dừng phát sóng vào 10/01/2025, kênh HiTV sẽ do Đài PT-TH Hà Nội quản lý.
3. HCATV2 - YouTV: Kênh Phụ nữ - gia đình, do Hanoicab hợp tác với IMC. Trước ngày 15/06/2014 là kênh TVM (HCATV2), kênh truyền hình tư vấn tiêu dùng, do Hanoicab hợp tác với Công ty TNHH Truyền thông Tiến Việt[19], lên sóng từ ngày 11/08/2009[19] và chính thức phát sóng vào ngày 18/11/2009[20][21].
4. HCATV3 - An Ninh Thế Giới: Kênh truyền hình An ninh thế giới. Trước đây, kênh mang tên STTV, là kênh truyền hình văn hóa - thể thao - du lịch, lên sóng từ ngày 28/09/2009[22]. Từ ngày 17/7/2013, kênh được chủ quản bởi Hanoicab. Từ ngày 01/01/2022 đến ngày 01/08/2022, kênh được chủ quản bởi SCTV[15]. Từ ngày 13/08/2022 đến ngày 30/06/2023, kênh được chủ quản bởi FBNC. Kênh ngừng phát sóng vào ngày 29/08/2023, kênh này đã quay trở lại vào ngày 05/10/2023.
5. HCATV4 - MOV: Kênh Điện ảnh, giải trí do HCATV hợp tác với AVG. Trước đây kênh hợp tác với Công ty TNHH Truyền thông Tiến Việt[23]. Kênh được lên sóng thử nghiệm vào ngày 07/03/2012[23][24] và lên sóng chính thức vào ngày 30/04/2012. Kênh đã dừng phát sóng vào ngày 23/08/2022.
6. HCATV5 - Shopping 24h: Kênh mua sắm. Trước ngày 01/08/2022 là kênh SCJ TV Shopping, do HCATV hợp tác với SCTV. Trước đó, kênh có tên là VNK Home Shopping từ năm 2008 - 2011, về sau đổi tên thành VGS SHOP, Sành Mua Shopping và VietStar Shopping, lên sóng từ ngày 01/11/2008[25][26].
7. HCATV6 - Phim Hay: Kênh phim truyện tổng hợp, lên sóng vào ngày 11/11/2011. Từ ngày 11/11/2011 đến ngày 13/02/2022, kênh được chủ quản bởi AVG. Từ ngày 14/02/2022, kênh được chủ quản bởi SCTV.[15][16] Hiện tại kênh đang được Hanoicab tự quản lý và chỉ phát sóng duy nhất trên hệ thống cáp DVB-T2 của Hanoicab.

## Phát triển thuê bao
Phạm vi phát sóng của Truyền hình Cáp Hà Nội tập trung trong địa bàn thủ đô Hà Nội, bao gồm các quận nội thành và một số huyện ngoại thành, và đang từng bước tiến tới phát triển mạng tại các thành phố khác.
Từ giữa năm 2002 mới thành lập với 7 kênh chương trình và khoảng 1000 thuê bao, đến nay HCATV đã có trên 150 kênh chương trình trên cả hệ thống SD/HD và analog. Tính đến năm 2010, trên mạng Truyền hình Cáp Hà Nội đã có hơn 150.000 thuê bao.

## Các dịch vụ khác
Song song với việc phục vụ khách hàng các chương trình TV, Công ty CP Truyền hình cáp Hà Nội còn tiến hành phát triển các thuê bao Internet cáp bằng cách tận dụng tuyến cáp quang, với sự đầu tư nâng cấp mạng lên 2 chiều, để truyền tín hiệu Internet tốc độ cao tới máy vi tính của khách hàng. Internet cáp của Truyền hình Cáp Hà Nội hiện có hai gói dịch vụ Cable Home (dành cho hộ gia đình) và BizNet Cable (dành cho doanh nghiệp) .